# Luynes (rivière)
Pour les articles homonymes, voir Luynes.
La Luynes est une rivière française dans le département des Bouches-du-Rhône, région Provence-Alpes-Côte d'Azur et un affluent de l'Arc, en rive gauche.

## Toponymie
Selon A. de Coston, le nom « Luynes » provient de l'ancien français losne et a le sens de « rivière » ou de « cours d'eau ».

## Géographie

### Source
Pour le SANDRE, la Luynes prend sa source au lieudit la Source, en bas de la commune de Mimet, à une altitude voisine de 350 mètres. Le bassin versant supérieur, alimenté de manière épisodique, commence sur les pentes nord du Baou Trauqua, dans le quartier Saint-Joseph, aux environs de 450 mètres d'altitude (la Tête du Grand Puech, sommet du Baou Trauqua, est à 778 mètres d'altitude).

### Cours
La Luynes quitte Mimet en direction du nord-ouest, traverse Biver (commune de Gardanne), se dirige alors vers le nord, passe au pied du hameau de Luynes (commune d'Aix-en-Provence), et rejoint l'Arc, à l'altitude 110 mètres, entre la Pioline et les Milles (commune d'Aix-en-Provence).
La longueur de son cours est de 15,27 kilomètres à partir de la source telle que définie par le SANDRE, proche de 19 kilomètres à partir de Saint-Joseph.

### Département, communes et cantons traversés
Dans le département des Bouches-du-Rhône, la Luynes traverse 3 communes :
- dans le sens amont vers aval : Mimet, Gardanne, Aix-en-Provence

et 2 cantons :
- canton de Gardanne (source), et canton d'Aix-en-Provence-Sud-Ouest (confluence).

### Affluents
La Luynes a un affluent contributeur référencé :
- le ruisseau de Payannet ou Payennet selon SANDRE, 3,2 km (rd), prend sa source à Meyreuil et conflue sur Gardanne.

L'Institut national de l'information géographique et forestière et/ou Géoportail signale, malgré tout, d'autres ruisseaux affluents : 
- le Vallat de Cauvet  (rd), sur les deux communes de Mimet et Gardanne,
- le ruisseau de Capéou (rd), entièrement sur Gardanne[5].